# Kino Nowej Przygody
Kino Nowej Przygody – termin filmoznawczy utworzony przez Jerzego Płażewskiego na określenie ożywienia i odnowienia filmu przygodowego, jakie zapanowało w kinie amerykańskim w drugiej połowie lat 70. XX wieku, po premierze Gwiezdnych wojen i Bliskich spotkań trzeciego stopnia, prowadząc do powstania wielu wysokobudżetowych widowisk przeznaczonych dla szerokiej publiczności.
Filmy należące do nurtu czerpały z gatunków popularnych i rozrywkowych, wcześniej nie cieszących się dużym prestiżem (m.in. filmu sensacyjnego, filmu fantastycznonaukowego, filmu katastroficznego itp.), często łącząc elementy różnych konwencji i posługując się pastiszem. Charakteryzowały się dynamiczną akcją i wizualną atrakcyjnością, unikały też drastycznej przemocy i erotyki, które wykluczałyby młodych widzów spośród docelowych odbiorców. Miały też wysokie budżety, które wykorzystywano, aby zadziwić i zainteresować widza atrakcyjnymi plenerami, obfitością efektów specjalnych i zaskakującymi pomysłami inscenizacyjnymi. Widza przyciągnąć miała też dynamiczna akcja, z wieloma zwrotami i ciekawymi wydarzeniami; w tak intensywnie prowadzoną fabułę twórcy wplatali dowcipne wypowiedzi i sceny komiczne, mające rozładować napięcie poprzez wzbudzenie śmiechu u widza.
Kino Nowej Przygody miało też wyraźnie komercyjny charakter, dlatego też w ramach nurtu chętnie tworzono nawiązania i sequele, a produkcji filmowej towarzyszyła sprzedaż gadżetów i zabawek związanych z danym filmem.
Geneza Kina Nowej Przygody wiąże się z dążeniem producentów do tworzenia takich filmów, które sprawiłyby, że widzowie chętnie wydawaliby pieniądze na wizytę w kinie, pomimo rosnącej popularności telewizji, co zahamowałoby spadek zysków z dystrybucji kinowej. Twórcy tego typu widowisk twierdzili też, że kieruje nimi nostalgia za dawnym kinem i chęć tworzenia takich produkcji, jakie sami dawniej z przyjemnością oglądali.